# 巴列德托瓦利纳
巴列德托瓦利纳，是西班牙卡斯蒂利亚-莱昂布尔戈斯省的一个市镇。总面积158平方公里，总人口1048人（2001年），人口密度7人/平方公里。